# Vitellio
Aulo Vitellio Germanico Augusto (in latino Aulus Vitellius Germanicus Augustus; nelle epigrafi: A·VITELL·GERM·IMP·AVG; Nuceria Alfaterna, 6 o 24 settembre 15 – Roma, 20 dicembre 69), meglio conosciuto semplicemente come Vitellio, è stato un imperatore romano.
Originario della Campania (probabilmente di Nuceria), fu imperatore dal 16 aprile al 20 dicembre del 69, terzo a salire sul trono durante l'anno detto dei quattro imperatori.
Vitellio fu il primo ad aggiungere al suo nomen il cognomen onorifico Germanico al posto di Cesare, quest'ultimo titolo caduto in disgrazia in molti quartieri dell'Urbe a causa delle azioni di Nerone. La sua ascesa al trono fu ostacolata dalle legioni di stanza nelle province orientali, che avevano acclamato il loro comandante Vespasiano imperatore.
Nella guerra che seguì, Vitellio riportò una sconfitta nella seconda battaglia di Bedriaco, località situata nell'attuale comune di Calvatone nei pressi di Cremona. Dopo questa battaglia, essendo stato abbandonato dai suoi seguaci, Vitellio abdicò in favore di Vespasiano, ma fu comunque ucciso a Roma dai soldati di Vespasiano, il 20 dicembre 69.

## Biografia

### Origini familiari
Era figlio di Lucio Vitellio il Vecchio, che era stato console e governatore in Siria sotto Tiberio, nonché console due volte con Claudio, e censore assieme a lui, e di Sextilia. Aveva un fratello, Lucio Vitellio il Giovane. Suo nonno era invece stato procuratore di Augusto. Riguardo alle origini della Gens Vitellia, Svetonio riporta due diverse versioni: l'una riporta che la famiglia di Vitellio è discendente degli antichi sovrani del Lazio; l'altra descrive i Vitellii di umili origini, discendenti da un ciabattino di nome Cassio Severo. Svetonio osserva che le due varianti potrebbero essere frutto l'una dei sostenitori, l'altra dei nemici dell'imperatore (anche se entrambe erano già in circolazione prima che Vitellio diventasse imperatore).

### Giovinezza

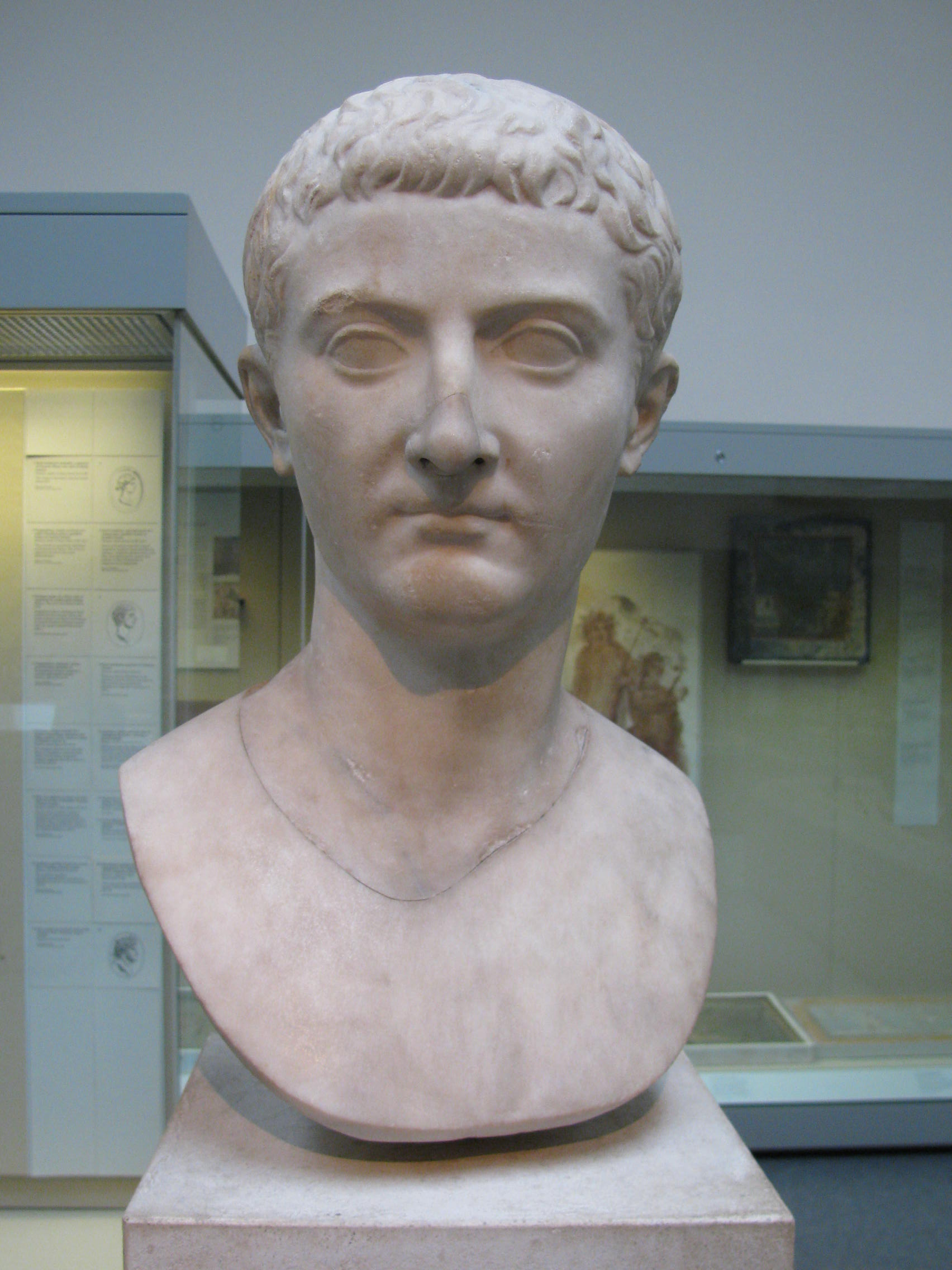
Ritratto di Tiberio (British Museum)

Vitellio nacque a Nuceria Alfaterna il 6 o il 24 settembre del 15. Secondo Svetonio, Vitellio avrebbe passato la sua giovinezza a Capri, dove sarebbe stato fra i giovani amanti di Tiberio, cosa che avrebbe accelerato la carriera al padre. In realtà, mentre la reale entità delle perversioni dell'imperatore è assai dubbia, è altrettanto improbabile che sia veramente accaduto qualcosa del genere, dato che gli sforzi nella carriera politica del padre vanno più probabilmente interpretati come quelli di un homo novus in cerca di affermazione. Poco dopo, Vitellio ebbe modo di stringere amicizia con il giovane Caligola, amicizia dovuta alla comune passione per i carri, e sembra che questa passione gli abbia procurato un incidente che lo costrinse a zoppicare per il resto della propria vita.
In primo luogo sposò intorno all'anno 40 una donna di nome Petronia, figlia di Publio o Gaio Petronio Ponzio Nigrino, dalla quale ebbe un figlio Aulo Vitellio Petroniano, l'erede della madre e del nonno. La tradizione vuole che suo figlio, avendo provato a ucciderlo, sia stato scoperto e costretto al suicidio, anche se su questa versione persistono numerosi dubbi. In secondo luogo sposò intorno all'anno 50, una donna di nome Galeria Fundana, forse la nipote di Gaio Galerio. Da lei ebbe due figli, un maschio di nome Germanico e una femmina il cui nome non ci è giunto, ma che è convenzionalmente nota col nome di Vitellia.

### Carriera militare e politica
Vitellio fu console nel 48 con Lucio Vipsanio Publicola, fu sacerdote fra gli Arvali nel 57 e negli anni successivi fu quindecemvir sacris faciundis prima o dopo l'assunzione dell'impero, e (forse nel 60 - 61) proconsole in Africa proconsolare, e si dice che avesse assolto il compito con successo. Alla fine del 68 Galba, fra lo stupore generale, lo scelse per comandare l'esercito dislocato nella Germania inferiore, e qui Vitellio si guadagnò la popolarità presso i subalterni e i soldati.
(Tacito, Historiae, III,86)

### Ascesa al trono
Lungi dall'essere ambizioso o scaltro, fu pigro e autoindulgente, amante del mangiare e del bere, e dovette la salita al trono a Cecina Alieno e Fabio Valente, comandanti di due legioni sul Reno. Da questi due uomini fu compiuto un colpo di Stato militare, e all'inizio del 69 Vitellio fu proclamato imperatore a Colonia Agrippinense (l'odierna Colonia), o, più precisamente, imperatore degli eserciti della Germania Inferiore e Superiore.

### Regno (aprile-dicembre del 69)

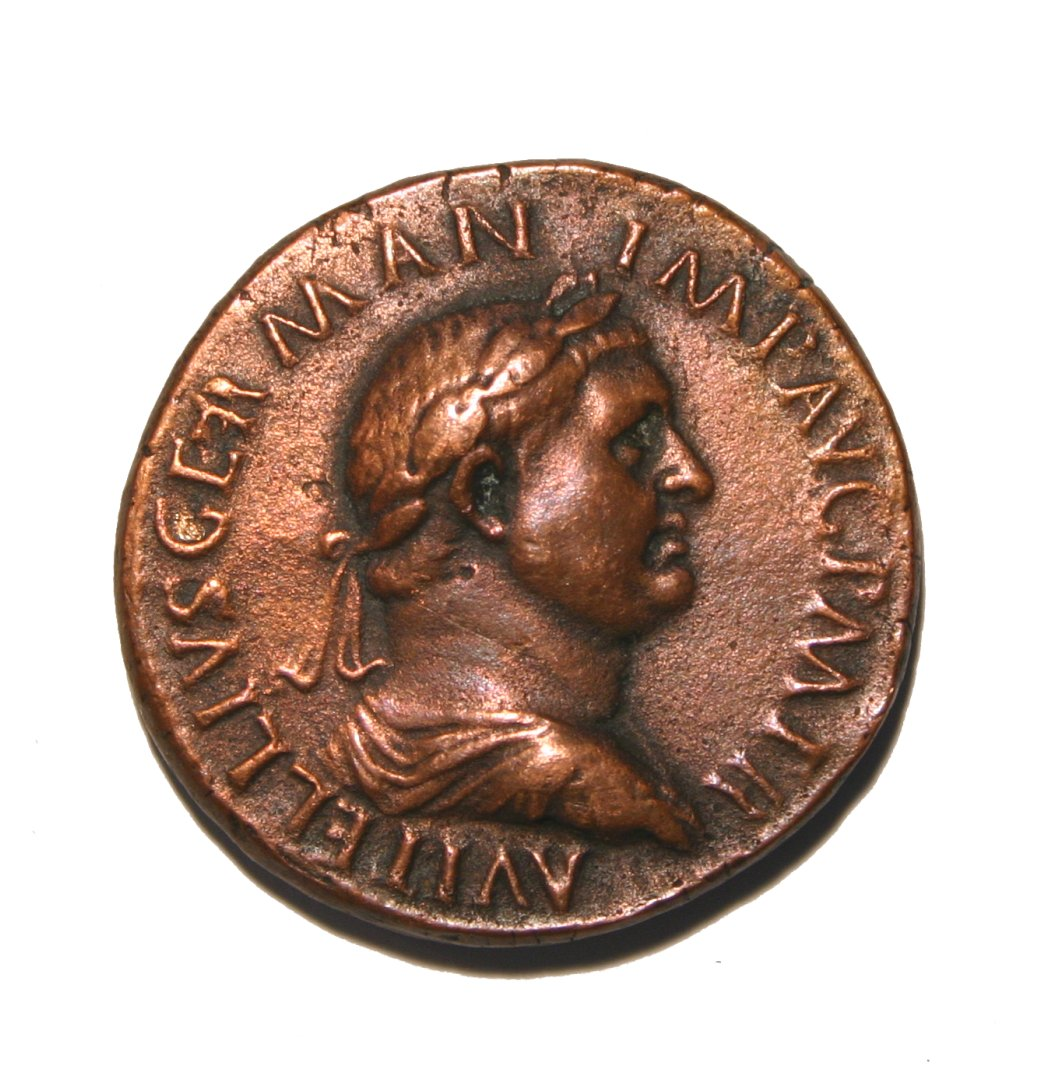
Aulo Vitellio Germanico, imperatore romano, raffigurato in una moneta del 69

In effetti non fu mai accettato come imperatore dall'intero mondo romano, anche se a Roma il Senato lo accettò e gli attribuì i consueti onori imperiali. Egli entrò in Italia alla testa di soldati licenziosi e rozzi, e Roma divenne lo scenario di rivolte e massacri, spettacoli di gladiatori e fasti stravaganti. 

Appena si sparse la voce che gli eserciti danubiani di Pannonia e Mesia avevano acclamato Vespasiano, Vitellio, abbandonato da molti dei suoi sostenitori, avrebbe voluto rinunciare al titolo di imperatore.

### Morte
(Svetonio, Vita di Vitellio, 15.)
Poiché gran parte dei soldati e del popolo si opponevano a che abbandonasse il potere, esortandolo a non perdersi d'animo, si riprese e attaccò Flavio Sabino e i suoi partigiani, costringendoli a difendersi sul Campidoglio, dove nel corso dello scontro il Tempio di Giove Ottimo Massimo fu dato alle fiamme e buona parte dei partigiani dei Flavi perse la vita.
(Svetonio, vita di Vitellio, 15.)
Poco dopo, pentito di quanto aveva commesso e dandone la colpa ad altri,
(Svetonio, vita di Vitellio, 15.)
Convinse, quindi, il Senato a inviare ambasciatori, insieme con delle vergini Vestali, per chiedere la pace, o comunque una tregua. Il giorno seguente, un esploratore lo informò che reparti di Vespasiano si stavano avvicinando. Subito in lettiga si recò di nascosto sull'Aventino, nella casa della moglie, accompagnato solo da un cuoco e un pasticciere, pronto a fuggire in Campania presso Terracina, dove si trovava l'esercito del fratello Lucio, se almeno quel giorno fosse riuscito a tenersi nascosto. Poi però decise di tornare a palazzo, «credendo in base a una voce vaga e incerta che la pace fosse stata accordata».
(Svetonio, Vita di Vitellio, 16.)

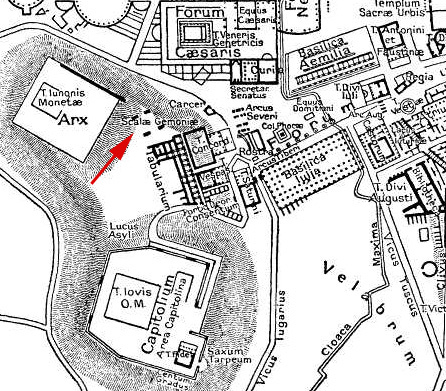
Localizzazione delle scale Gemonie (in rosso) presso il Foro Romano a Roma, dove venne ucciso Vitellio

Le avanguardie dell'esercito si erano ormai introdotte in città e non avendo trovato alcuna resistenza, lo stavano cercando ormai ovunque. Lo trovò un certo Giulio Placido, tribuno di una coorte, pur non avendolo riconosciuto inizialmente. Fu condotto nel Foro romano ubriaco e rimpinzato di cibo più del solito, avendo compreso che la fine era ormai vicina, attraverso l'intera via Sacra, con le mani legate, un laccio al collo e la veste strappata. Un soldato germanico gli andò incontro per colpirlo con violenza o per ira o per sottrarlo a peggiori strazi, oppure mirando il tribuno Placido, al quale mozzò un orecchio; per questo fu subito trucidato.
Lungo l'intero percorso venne fatto oggetto di ogni ludibrio a gesti e con parole, mentre era condotto con una punta di spada al mento e la testa tenuta indietro per i capelli, come si fa con i criminali. Fu così costretto a guardare i Rostri, dove aveva pubblicamente rinunciato all'impero, le proprie statue mentre venivano abbattute, il lago Curzio dove era stato ucciso Galba, e alla fine fu portato alle scale Gemonie, dove era stato buttato il tronco senza testa di Flavio Sabino. Venne scannato per le vie di Roma, dopo otto mesi e cinque giorni di regno:
(Svetonio, Vita di Vitellio, 17.)
«Sì, io fui una volta il vostro imperatore», furono le sue ultime e, per quanto si sa, le più nobili parole pronunciate da Vitellio. Secondo Tacito dopo queste parole morì sotto un gran numero di colpi, secondo Cassio Dione la sua testa fu portata dai soldati in giro per la città.
(Tacito, Historiae, III,85)
Morì insieme con il fratello e il figlio, all'età di 57 anni, o 54 come scrive Cassio Dione. Durante la sua breve amministrazione Vitellio aveva mostrato l'intenzione di governare saggiamente, ma fu completamente sotto l'influenza di Valente e Cecina Alieno, che lo indussero a una sequenza di eccessi che misero completamente in secondo piano le sue qualità.

### Esplicative
1. ↑  Secondo alcuni, la data di nascita di Vitellio andrebbe anticipata al 12, per un'indicazione in un passaggio di Tacito e un altro di Svetonio che indicherebbero che Vitellio aveva 57 anni al momento della sua morte; Tacito, Historiae, III.86; Svetonio, Vita di Vitellio, 17; Murison 1987, pp. 97-99.

### Bibliografiche
1. 1 2  Tacito, Annales, XI, 23.
2. ↑  Testo per esteso dell'epigrafe: Aulus Vitellius Germanicus Imperator Augustus (CIL VI, 2051).
3. 1 2  Svetonio, Vitellio, IV.
4. 1 2  Svetonio, Vitellio, II.
5. ↑  Svetonio, Vitellio, XVIII.
6. ↑   Vitellio 69, su gruppoarcheologico.it, GAR Gruppo Archeologico Romano. URL consultato il 26 settembre 2019.
7. ↑  Imperator Vitellius
8. ↑  Vitellio è l'unico imperatore romano nato nell'Italia meridionale.
9. ↑  Tacito, Storie, LXII.
10. 1 2 3  Svetonio, Vitellio, 2.
11. ↑  Svetonio, Vitellio, 3.
12. 1 2  Svetonio, Vitellio, I.
13. 1 2  Svetonio, Vitellio, 4.
14. ↑  Murison 1987, p. 97.
15. 1 2  Svetonio, Vita di Vitellio, 17.
16. 1 2  Svetonio, Vitellio, 6.
17. ↑  Murison 1987, pp. 150-155.
18. ↑  Svetonio (Vita di Vitellio, 13) racconta che l'imperatore mangiasse tre o quattro volte al giorno e che riuscisse a ingurgitare tutto grazie alla sua abitudine di vomitare. Inoltre la sua ingordigia era tale che durante i sacrifici non poteva trattenersi dal mangiare interiora degli animali e pani di grano, che quasi rubava dal fuoco.
19. ↑  Svetonio, Vita di Vitellio, 15.
20. 1 2 3 4 5 6  Tacito, Historiae, III, 84-85.
21. 1 2  Svetonio, Vita di Vitellio, 16.
22. 1 2 3  Giuseppe Flavio, La guerra giudaica, IV, 11.4.
23. ↑  Cassio Dione, Storia romana, LXV, 21.
24. ↑  Cassio Dione, Storia romana, LXV, 22.